# M/S Birka Gotland
M/S Birka Gotland är ett kryssningsfartyg som ägs gemensamt av Viking Line och Gotlandsbolaget. Fartyget opereras av det samägda rederiet Gotland Alandia Cruises AB. Hon byggdes 2004 av Aker Finnyards i Raumo, Finland, för Birka Cruises under namnet M/S Birka Paradise. I januari 2013 bytte fartyget namn till M/S Birka Stockholm.
Efter att Birka Cruises lades ner 2020 till följd av Covid-19-pandemin, köptes fartyget av Gotlandsbolaget i mars 2023. I augusti 2023 blev Viking Line delägare. Fartyget döptes om till M/S Birka Gotland och sattes i trafik i mars 2024, främst på rutten Stockholm–Mariehamn–Visby, och ersatte delvis M/S Viking Cinderella på trafiken mellan Stockholm och Mariehamn.

## Historia

### Byggnation och M/SBirka Paradise(2003–2012)
Fartyget beställdes den 20 november 2002 och byggdes 2003–2004 av Aker Finnyards i Raumo, Finland, för det åländska rederiet Birka Cruises. Byggkostnaden uppgick till cirka 1,4 miljarder svenska kronor (cirka 155 miljoner euro). Fartyget kölsträcktes den 20 oktober 2003 och sjösattes den 16 april 2004. Gudmor vid dopet var Arja Saijonmaa. Fartyget levererades den 8 november 2004 och gjorde sin jungfrutur den 11 november 2004. Enligt obekräftade uppgifter var fartyget ursprungligen planerat att vara 30 meter längre, men kortades av kostnadsskäl innan bygget påbörjades.[källa behövs]
Under namnet M/S Birka Paradise trafikerade fartyget främst 22-timmarskryssningar mellan Stockholm och Mariehamn, men gjorde även längre kryssningar till destinationer som Visby, Rønne, Riga, Tallinn och Sankt Petersburg. Rederiaktiebolaget Eckerö (Eckerökoncernen) köpte Birka Cruises 2007, och fartyget övergick därmed till Eckerökoncernens ägo, även om Birka Cruises fortsatte som varumärke och operatör.

### M/SBirka Stockholmoch renoveringar (2013–2020)
I januari 2013 genomgick fartyget en omprofilering. Namnet ändrades till M/S Birka Stockholm, och det tidigare karibieninspirerade temat ombord ersattes med ett tema inspirerat av Stockholms skärgård. I samband med detta fick även restauranger och barer nya namn och koncept. Fartyget fortsatte med dygnskryssningar till Mariehamn men utökade också utbudet av längre destinationskryssningar till bland annat Visby, Höga kusten (Härnösand), Gdynia, Bornholm, Lübeck, Ösel, Vasa och Kemi.
Större upprustningar av passagerarutrymmena genomfördes i januari 2011 (kostnad 20 miljoner SEK) och i januari 2019 (kostnad 21 miljoner SEK).

### Covid-pandemin och försäljning (2020–2023)
Den 16 mars 2020 togs M/S Birka Stockholm ur trafik och lades upp i Mariehamn på grund av Covid-19-pandemin. Den 3 juli 2020 meddelade Rederiaktiebolaget Eckerö att dotterbolaget Birka Cruises skulle läggas ner permanent, eftersom pandemin drabbat kryssningsverksamheten utan godstransporter särskilt hårt.
Fartyget lades ut till försäljning, initialt med ett pris på 85 miljoner euro. Det fanns intresse från bland annat rederier i Sydostasien. Under tiden fartyget låg upplagt i Mariehamn användes det som inspelningsplats för två avsnitt av TV-serien Agatha Christies Hjerson.
Den 27 mars 2023 meddelade Gotlandsbolaget att de hade köpt M/S Birka Stockholm för 38 miljoner euro (cirka 423 miljoner SEK). Syftet var att återuppta kryssningstrafik, nu även med Visby som destination. Priset ansågs för högt av Viking Line vid den tidpunkten.

### Ny ägarstruktur och M/SBirka Gotland(2023– )
Den 9 augusti 2023 offentliggjorde Gotlandsbolaget och Viking Line att de bildat ett gemensamt bolag, Gotland Alandia Cruises AB (med ägarandel 50/50), för att driva kryssningstrafik med fartyget. Viking Line köpte sin andel i fartyget för 19 miljoner euro. Det nya bolaget har som mål att erbjuda kryssningar mellan Stockholm, Mariehamn och Visby.
Inför trafikstarten genomgick fartyget en ombyggnation och upprustning för cirka 70 miljoner SEK. Fartyget fick det nya namnet M/S Birka Gotland och inledde trafik för Gotland Alandia Cruises den 20 mars 2024. Utöver huvudrutten Stockholm–Mariehamn–Visby görs även destinationskryssningar till andra orter som Ystad, Riga och Härnösand. I samband med trafikstarten flyttade Viking Line sitt fartyg M/S Viking Cinderella från Stockholm–Mariehamn-kryssningarna till rutten Stockholm–Mariehamn–Helsingfors.

## Däcksplan
Fartygets allmänna utrymmen och hytter är fördelade enligt följande: *Däck 11: Löparbana
- Däck 10: Terrassen Bar, Archipelago Spa (med pool och bastu), soldäck
- Däck 9: Hytter
- Däck 8: Hytter
- Däck 7: Hytter
- Däck 6: Konferensavdelning, Seglarbaren, Sjösalen (bufférestaurang), Bistro Bakfickan, Compagniet Grill, Salongen (à la carte)
- Däck 5: Taxfreebutik, Lobby Bar Café, Reception/Information, Casino, Backstage (nattklubb/scen), utgång till promenaddäck akterut
- Däck 4: Hytter
- Däck 3: Personalutrymmen, landgång
- Däck 2: Hytter, sjukmottagning

## Bilder

### Exteriör

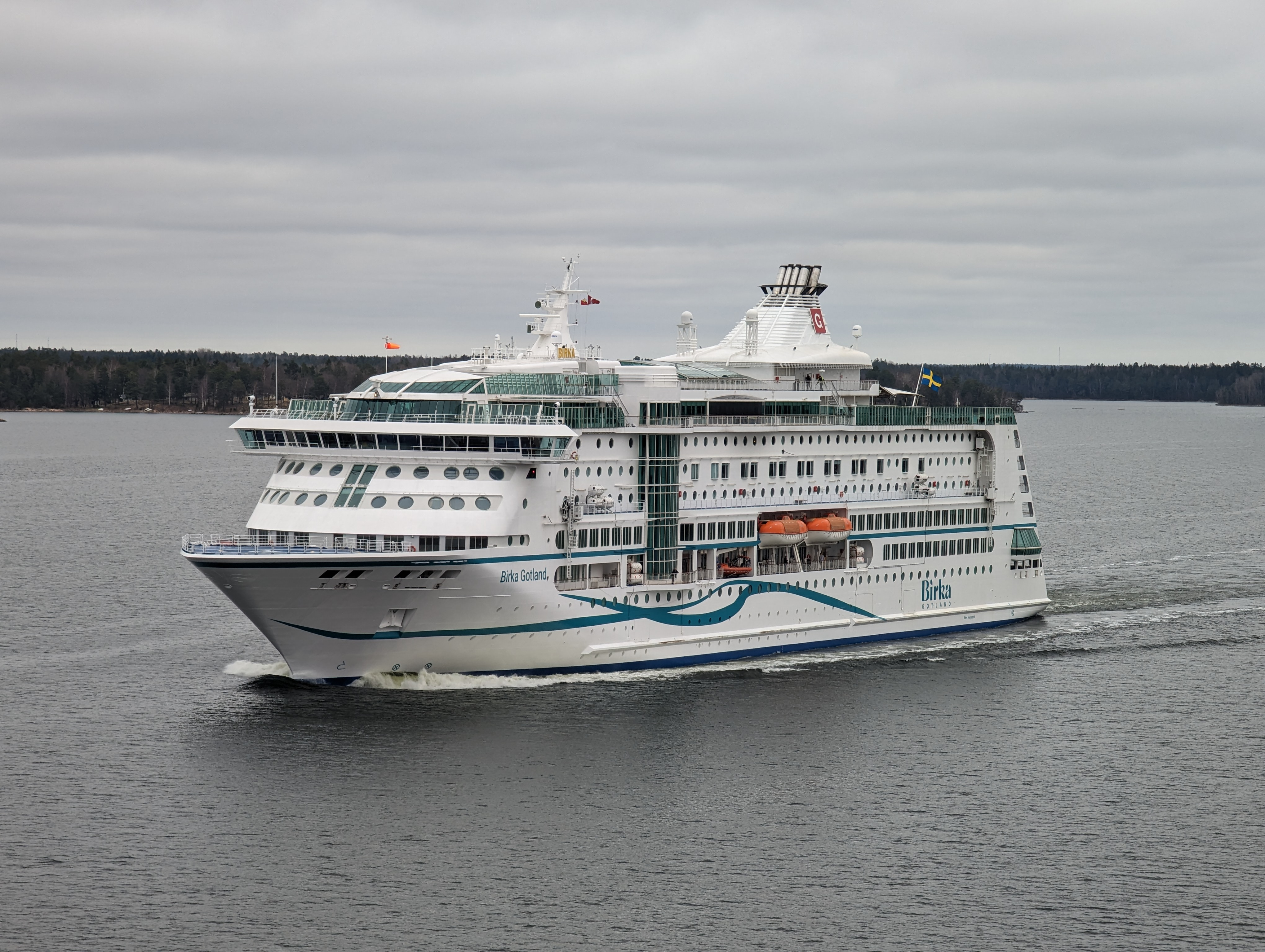
M/S Birka Gotland i Stockholms skärgård, april 2024.
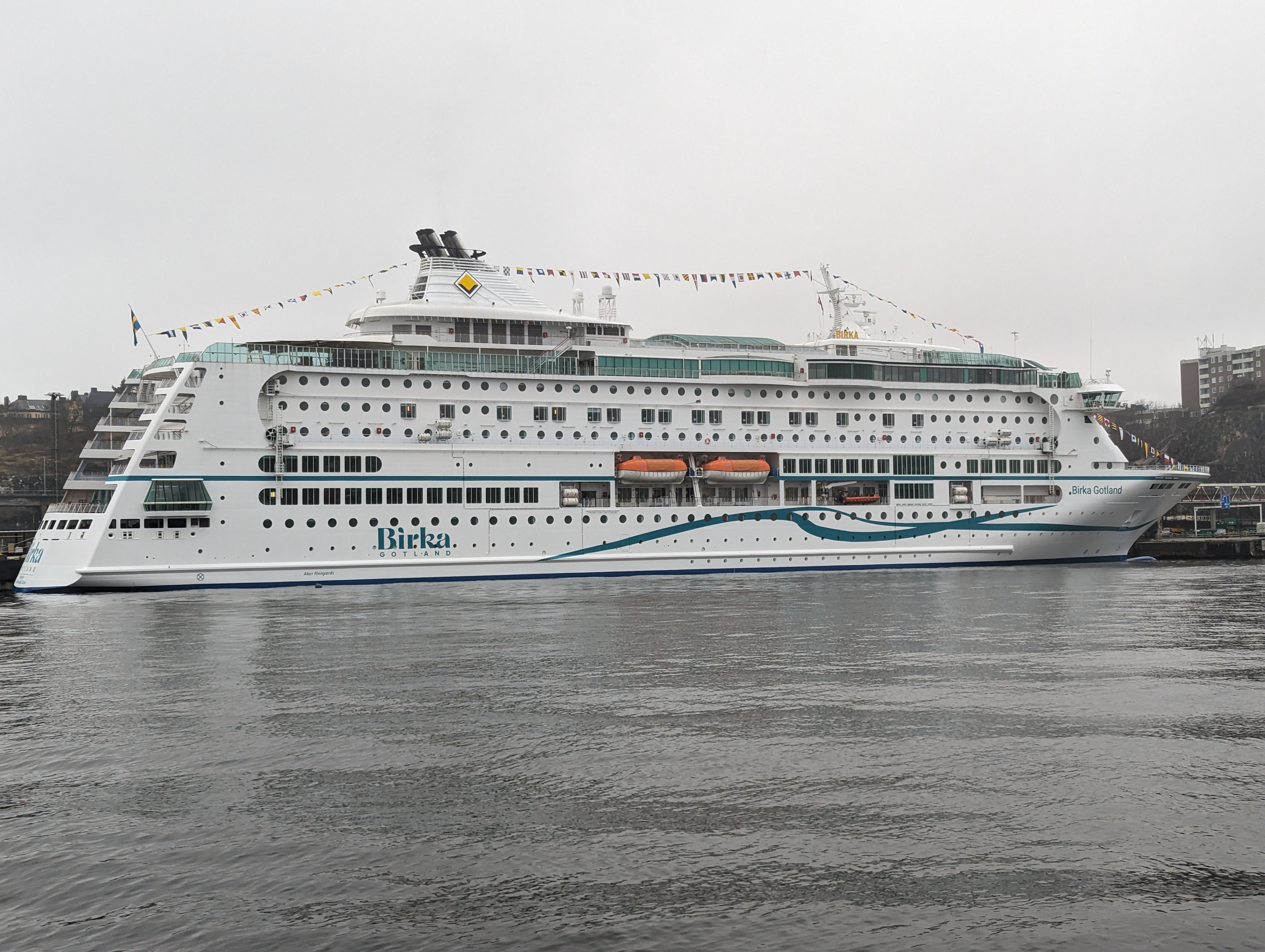
M/S Birka Gotland vid Stadsgårdskajen, Stockholm, mars 2024.
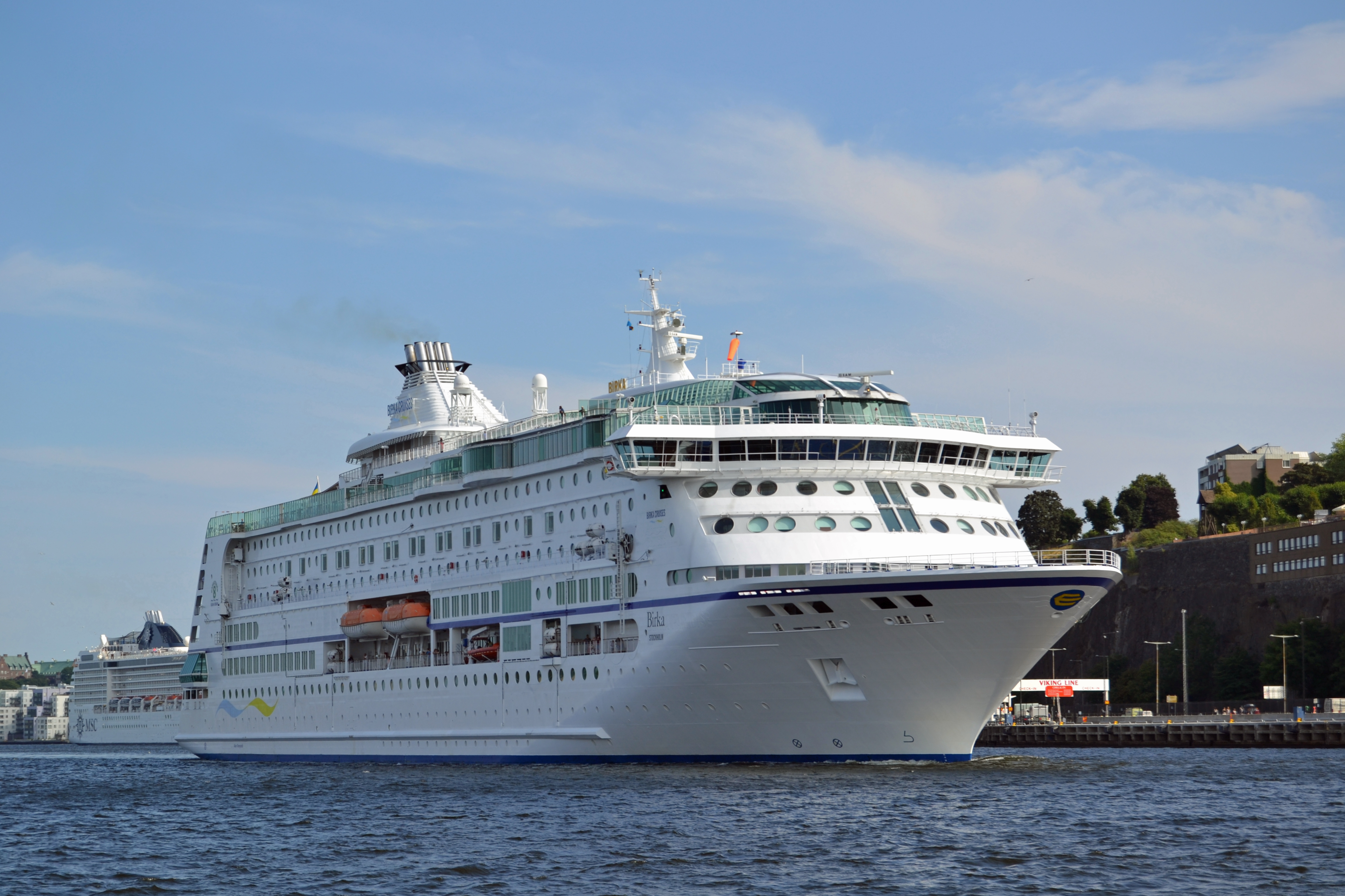
Som M/S Birka Stockholm i Stockholms inlopp.
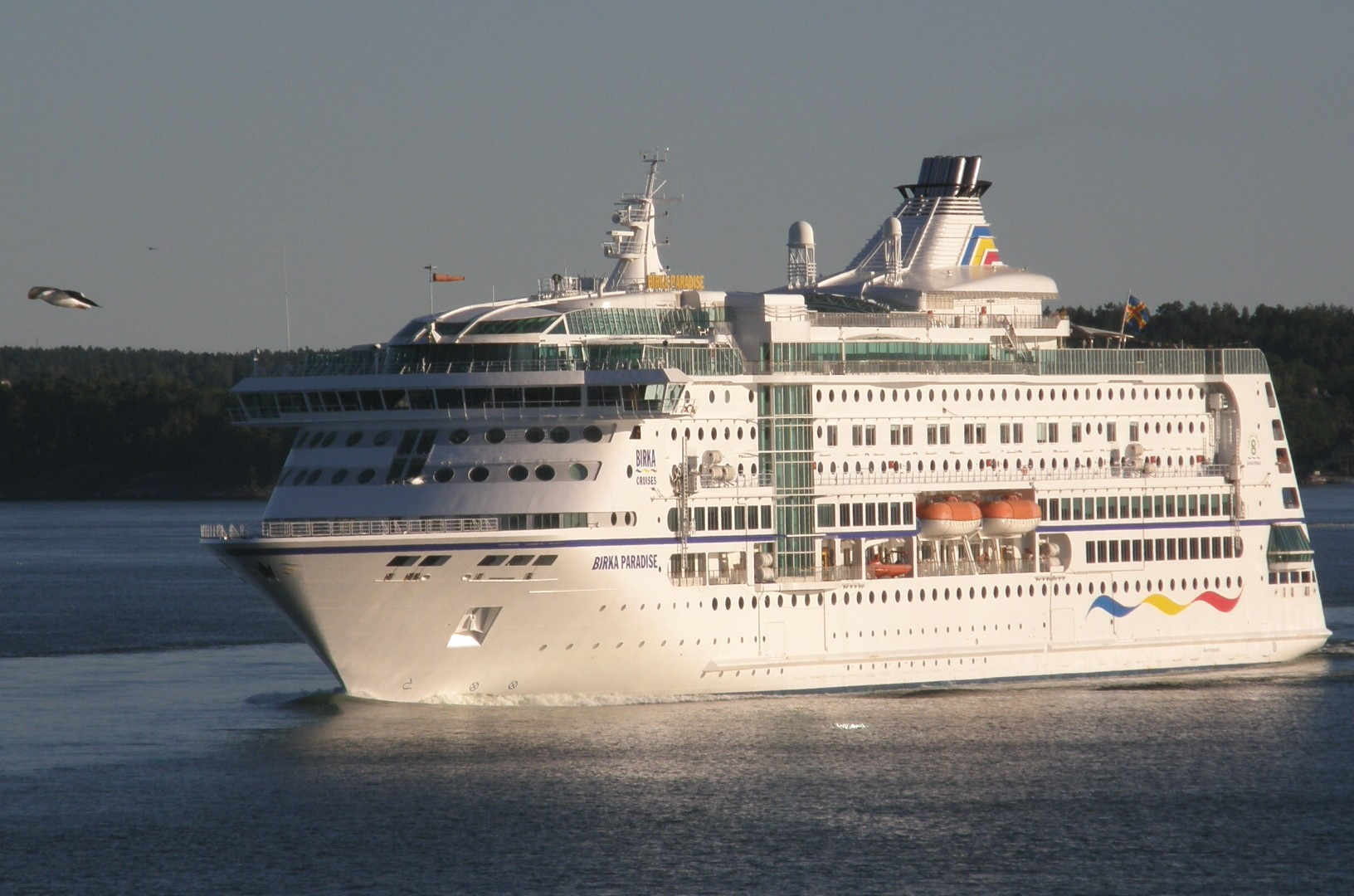
Som M/S Birka Paradise i Stockholms inlopp, 2008.
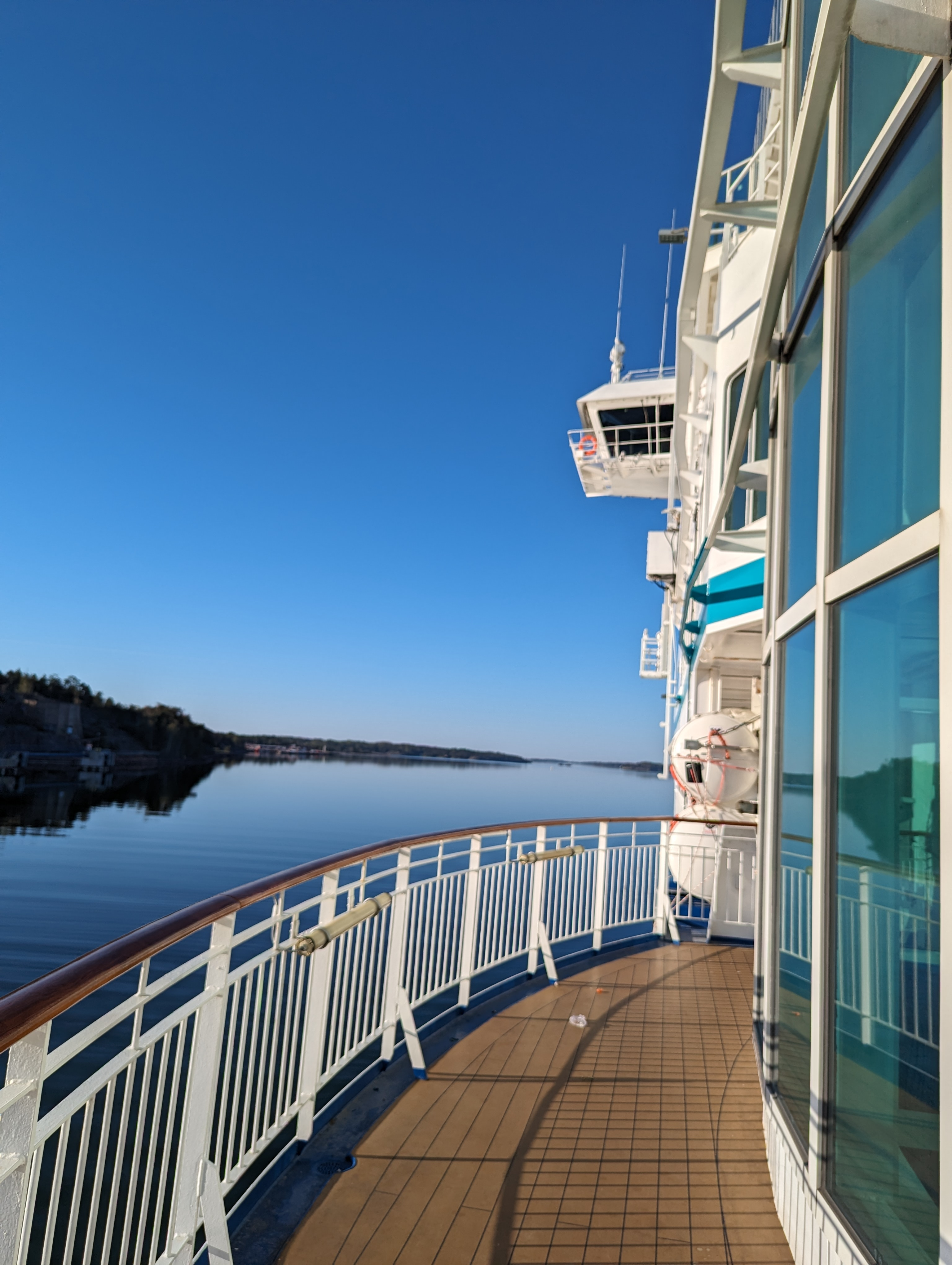
Fartyget i Mariehamn, maj 2024.

### Interiör och ombordliv

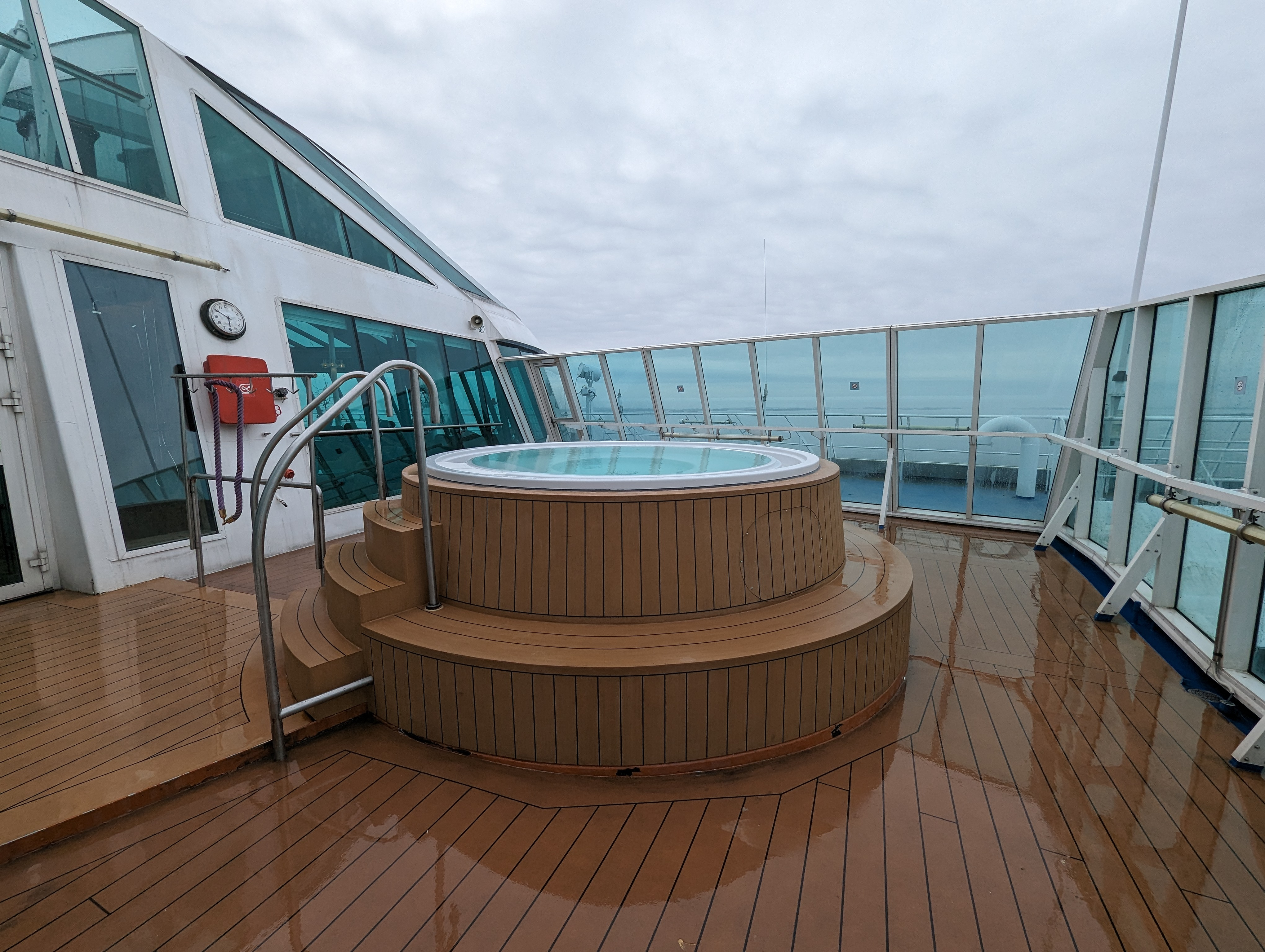
Poolavdelningen i Archipelago Spa.
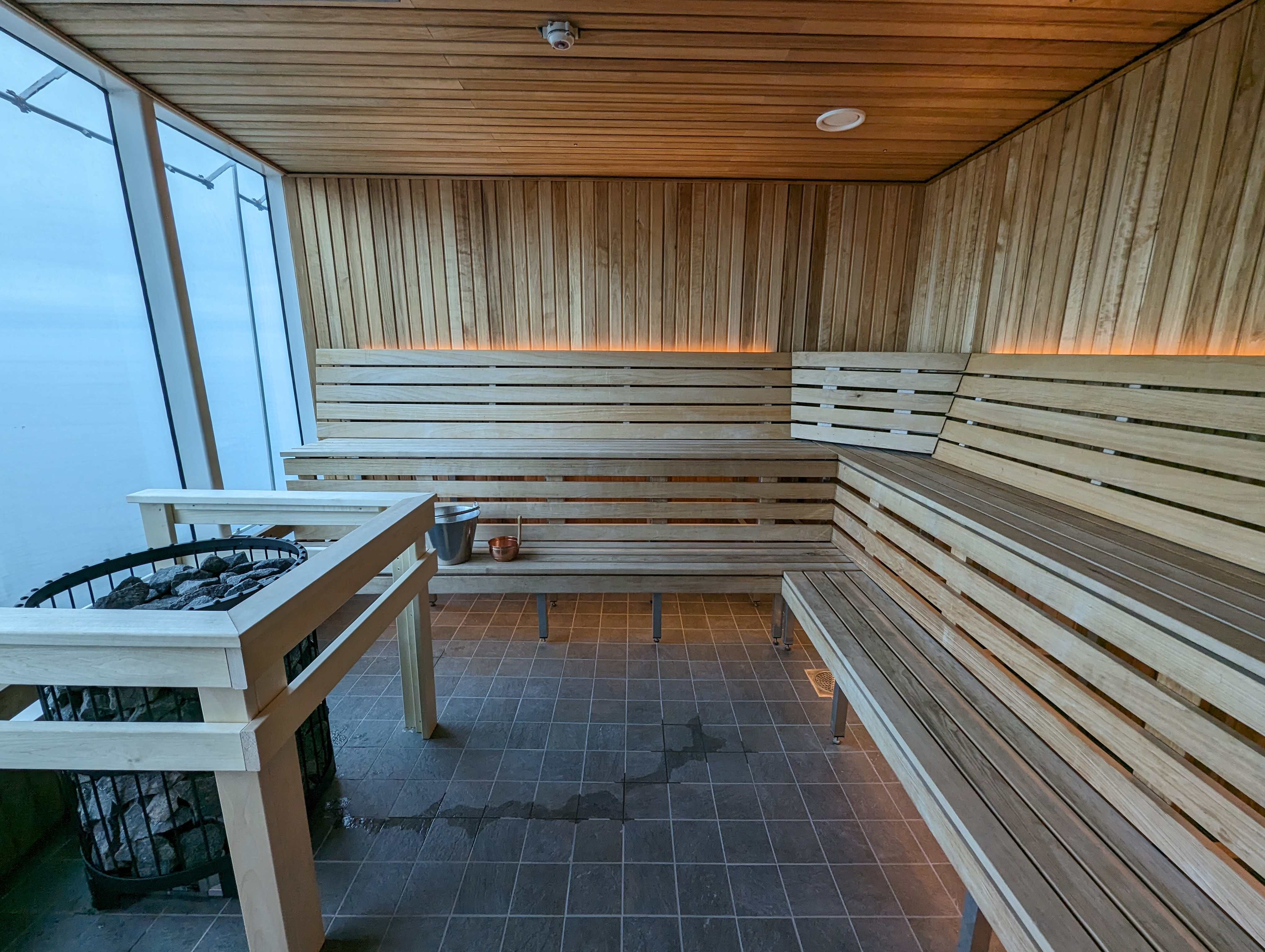
Bastu i Archipelago Spa.
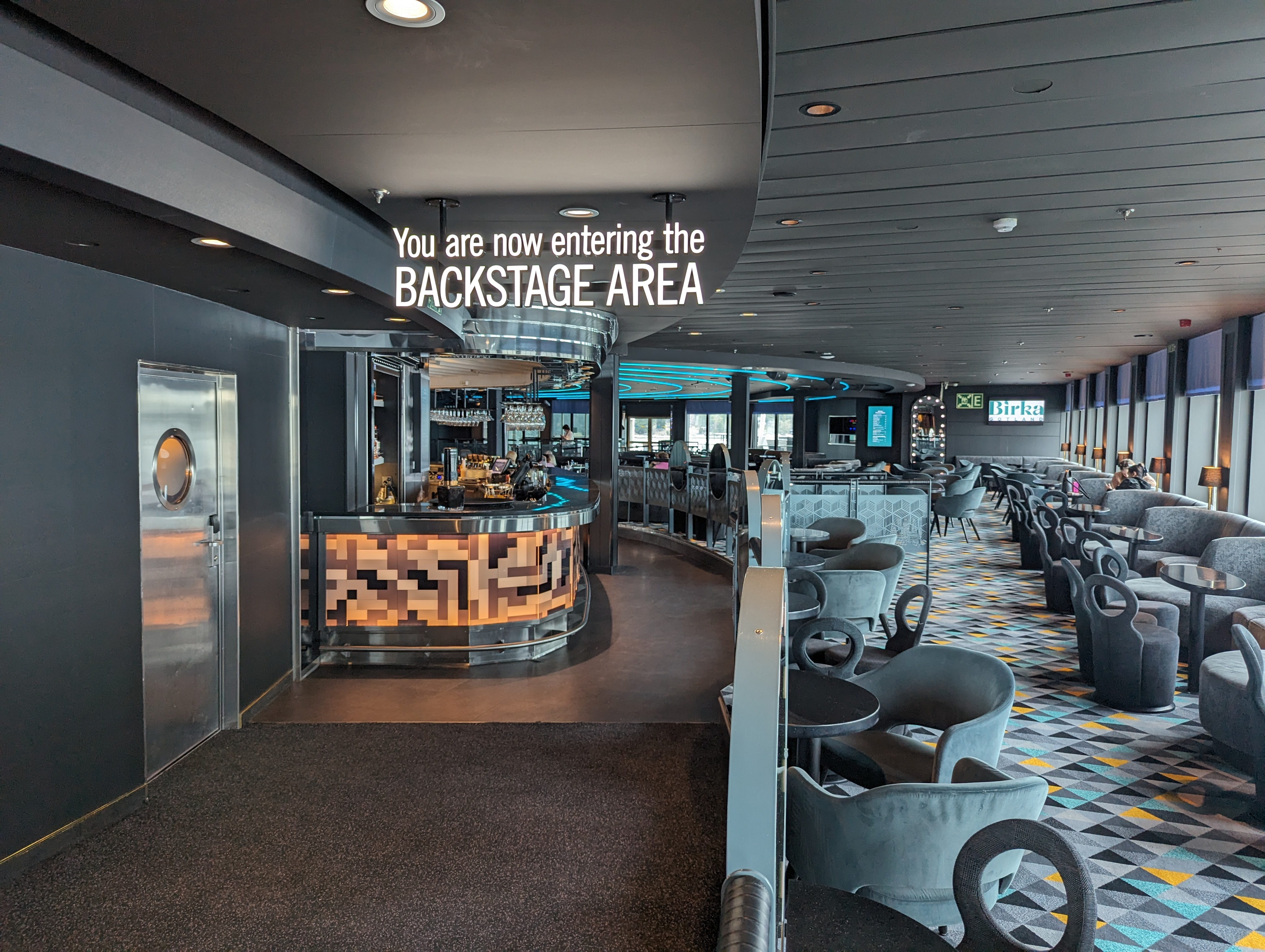
Nattklubben Backstage.
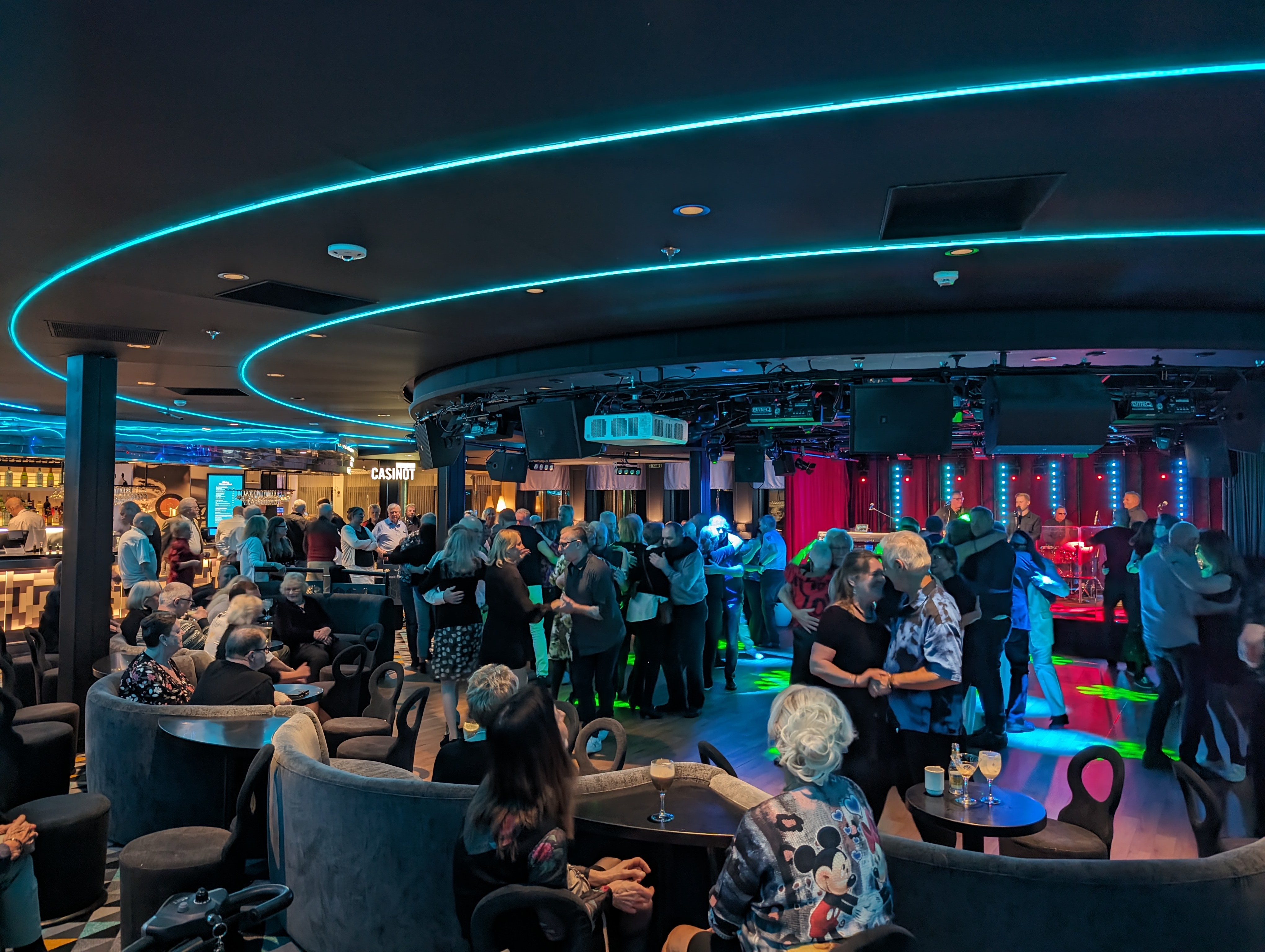
Dansbandet PHs uppträder i Backstage, mars 2024.
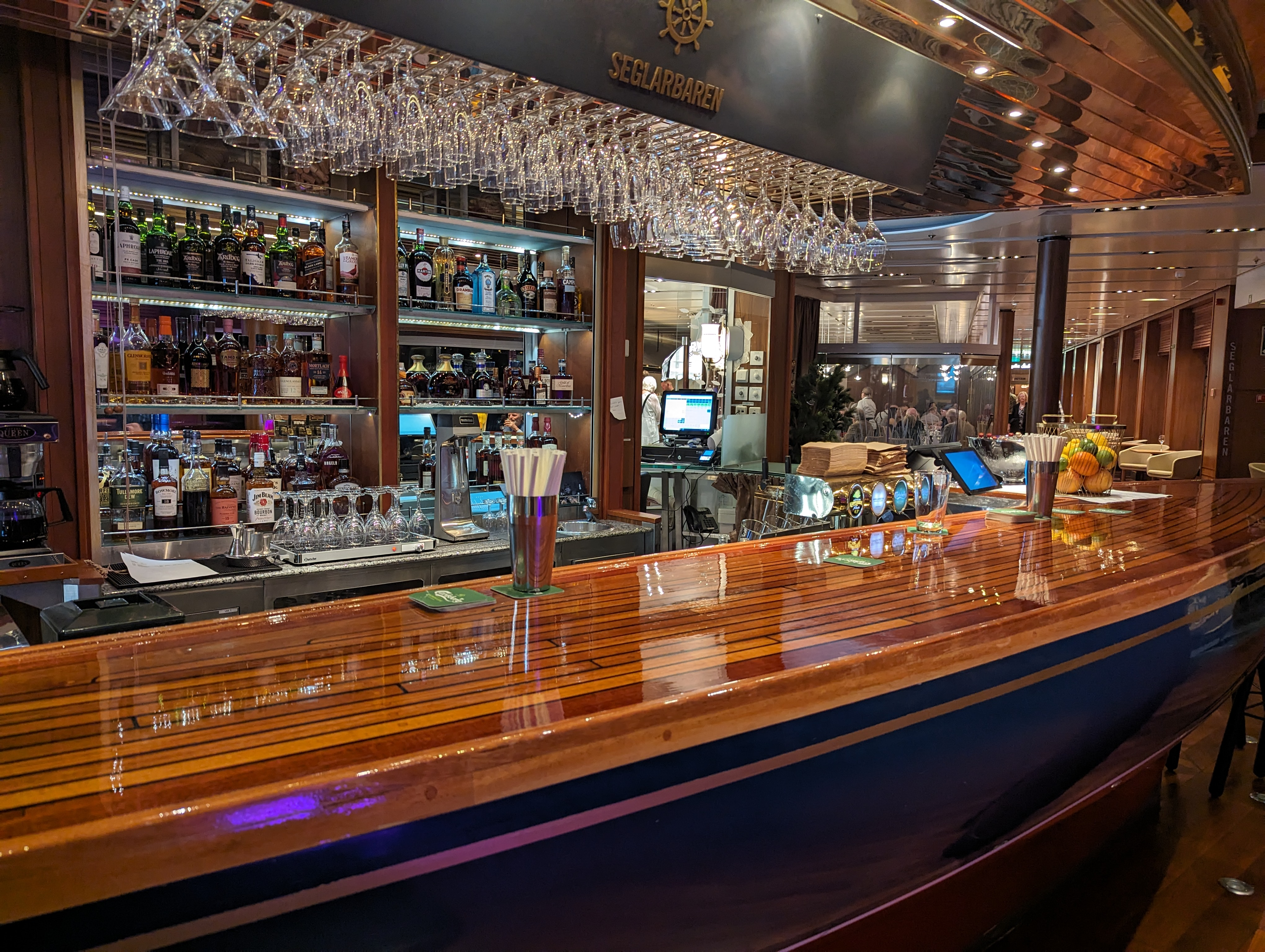
Seglarbaren.
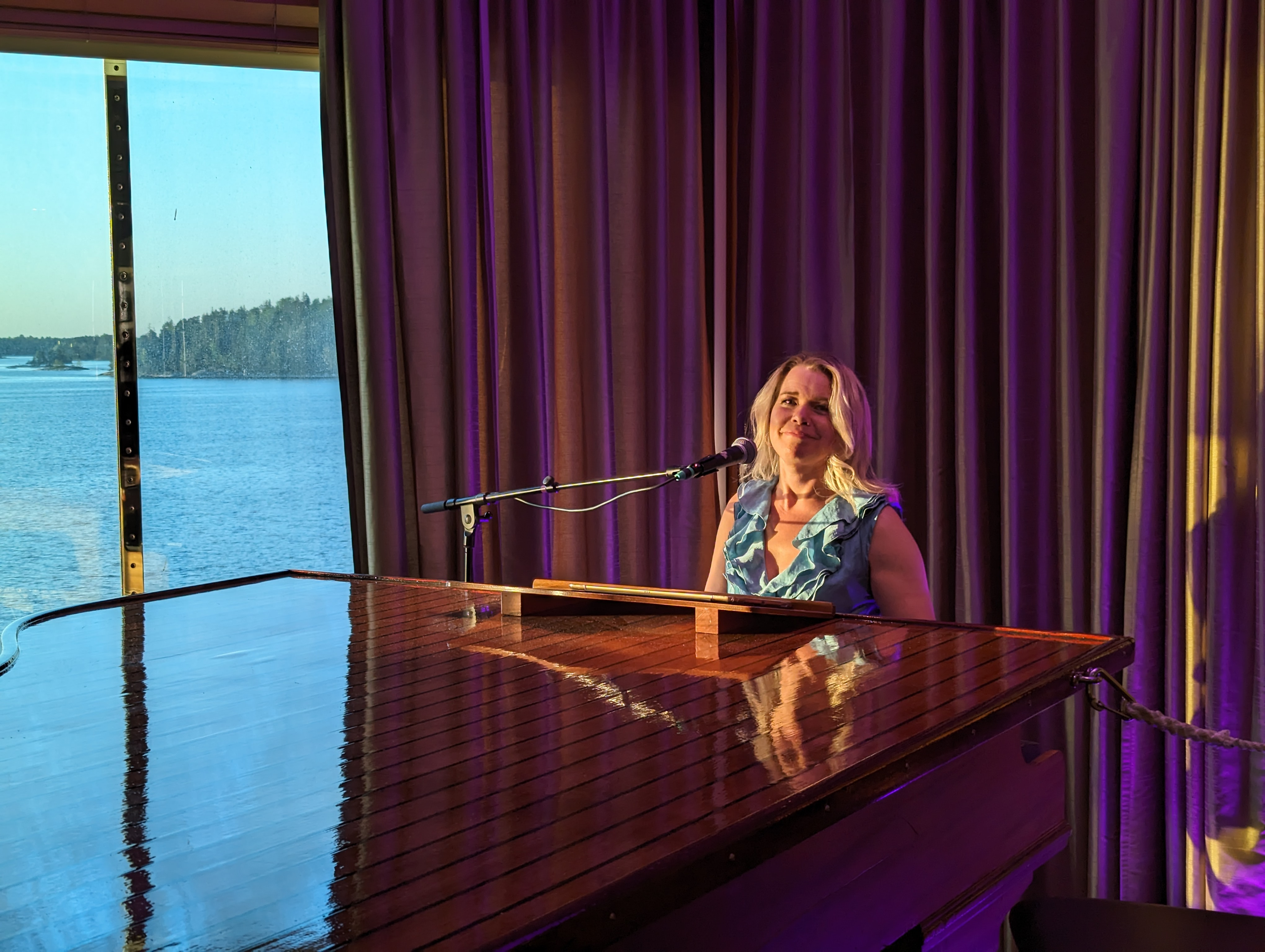
Trubadur Elin Örebrand i Seglarbaren, maj 2024.
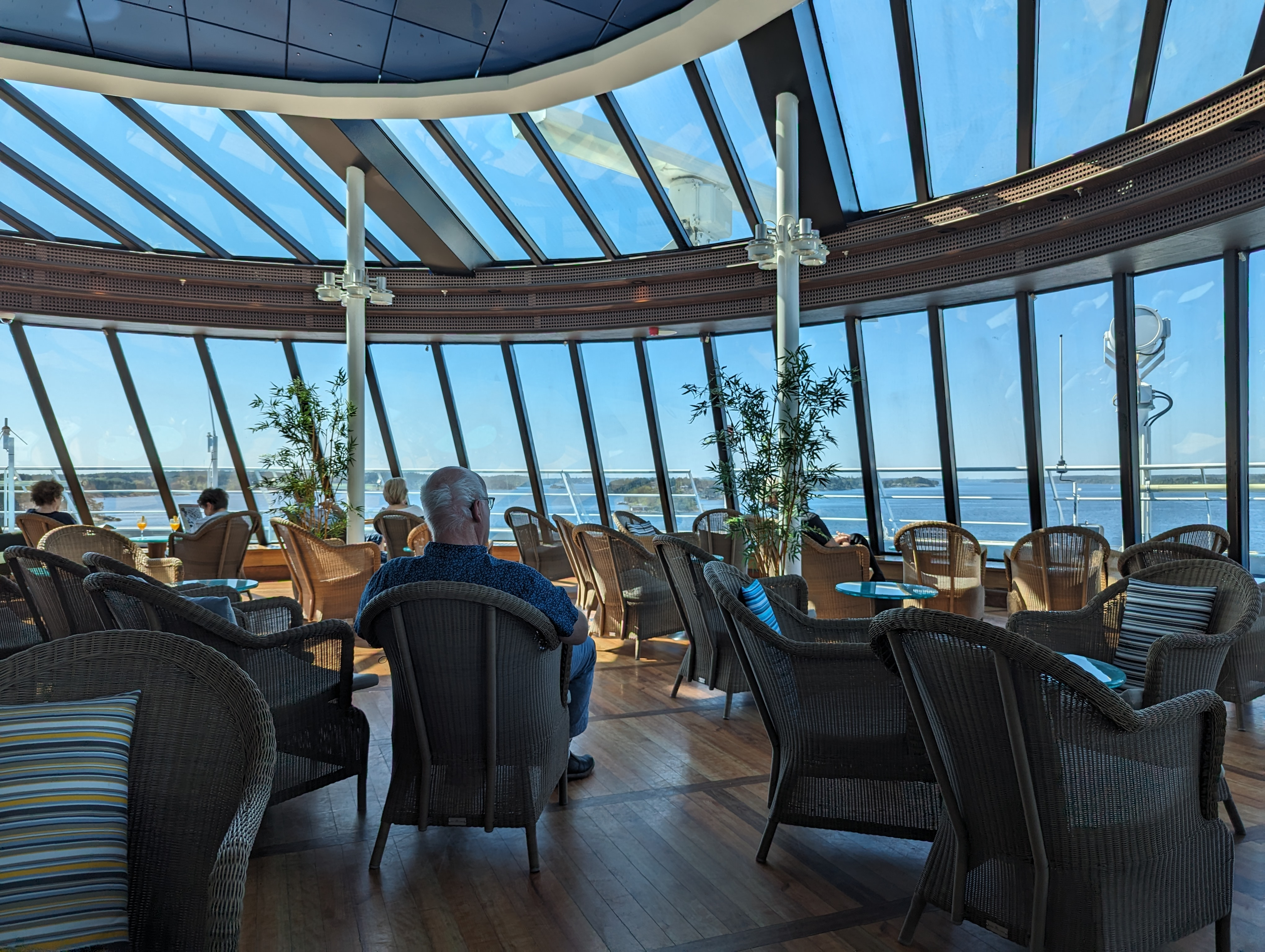
Skaldjursbuffé i Sjösalen.
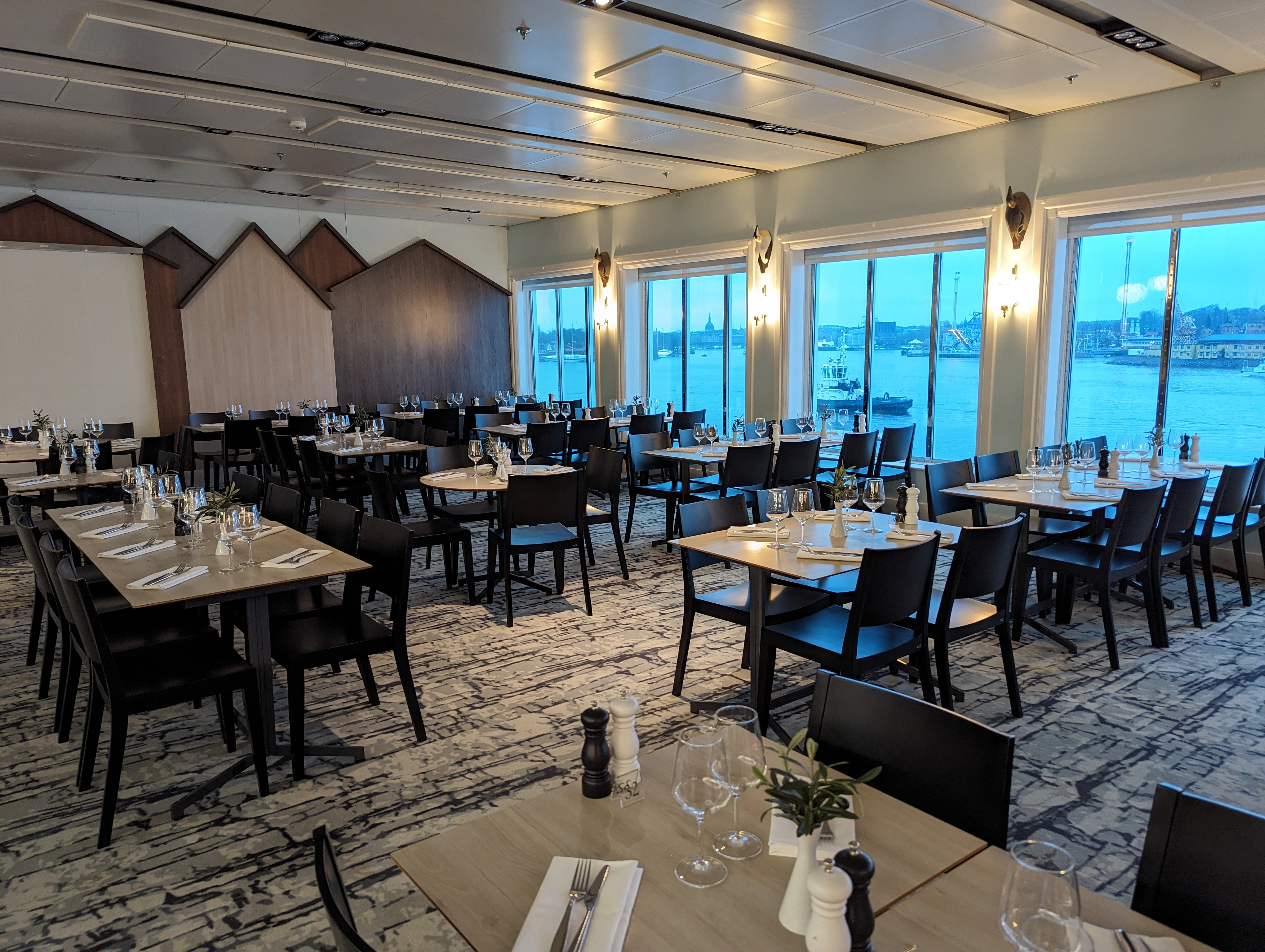
Bufférestaurangen Sjösalen.
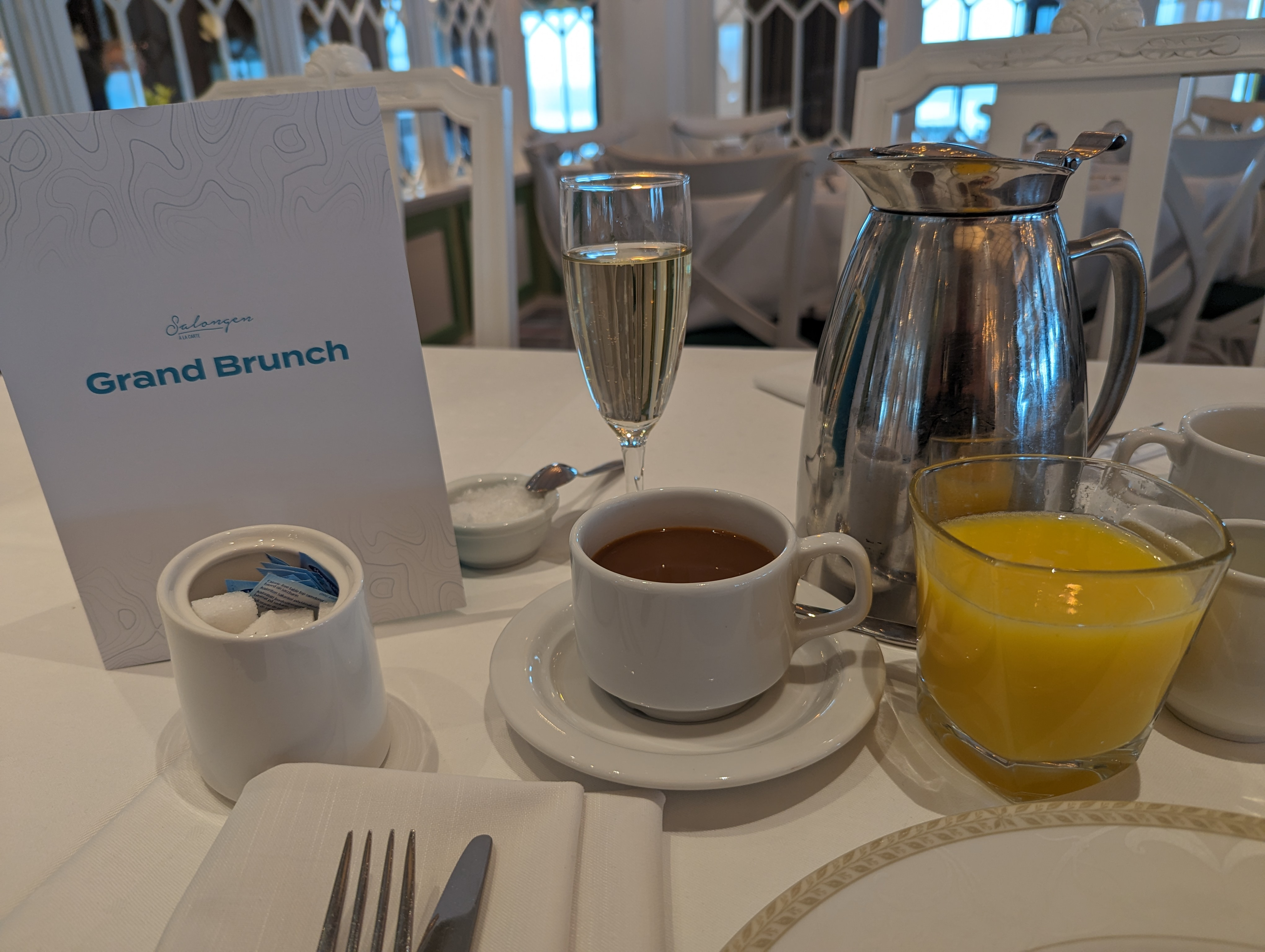
Brunch i à la carte-restaurangen Salongen.
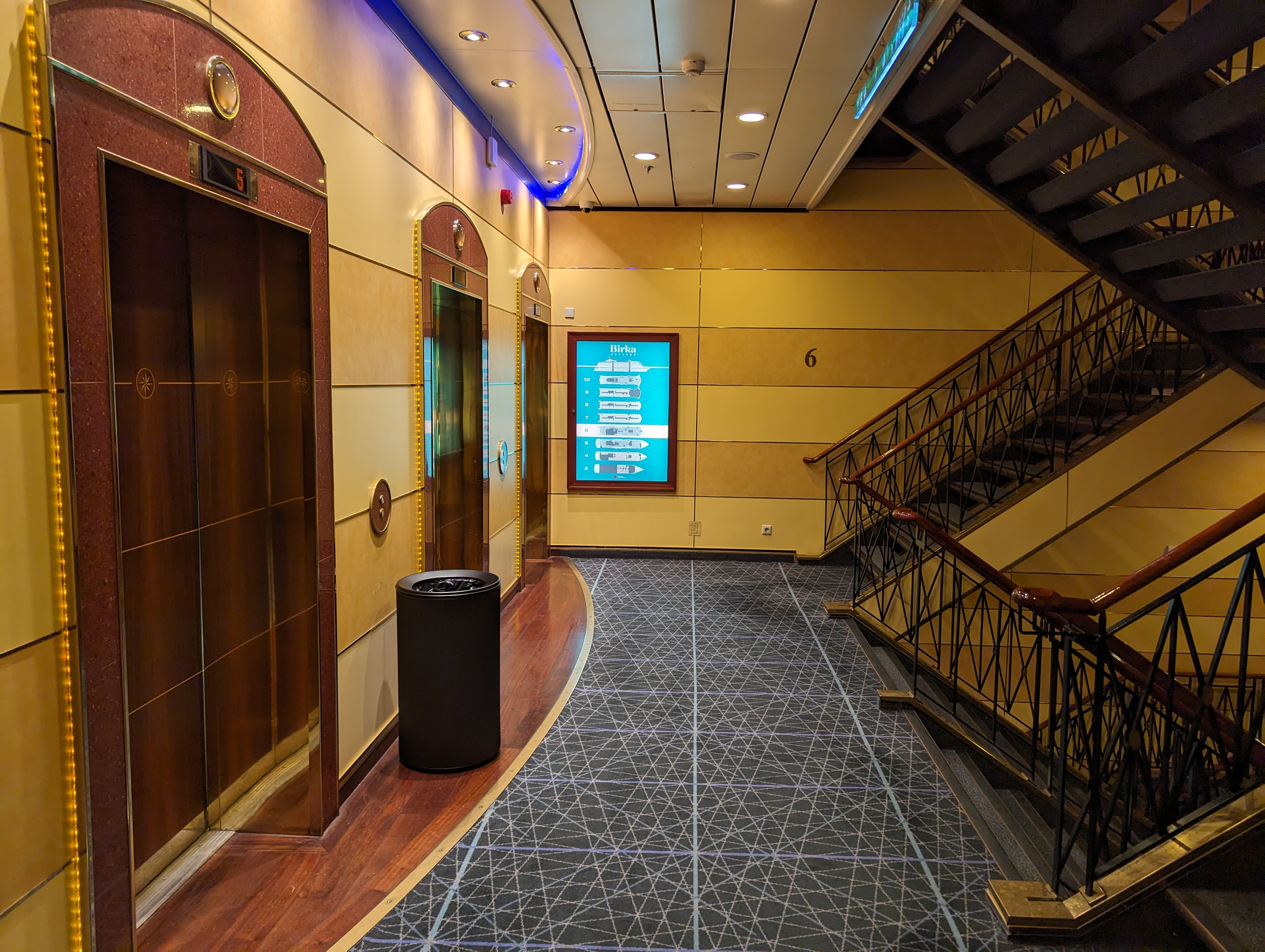
Trapphus.
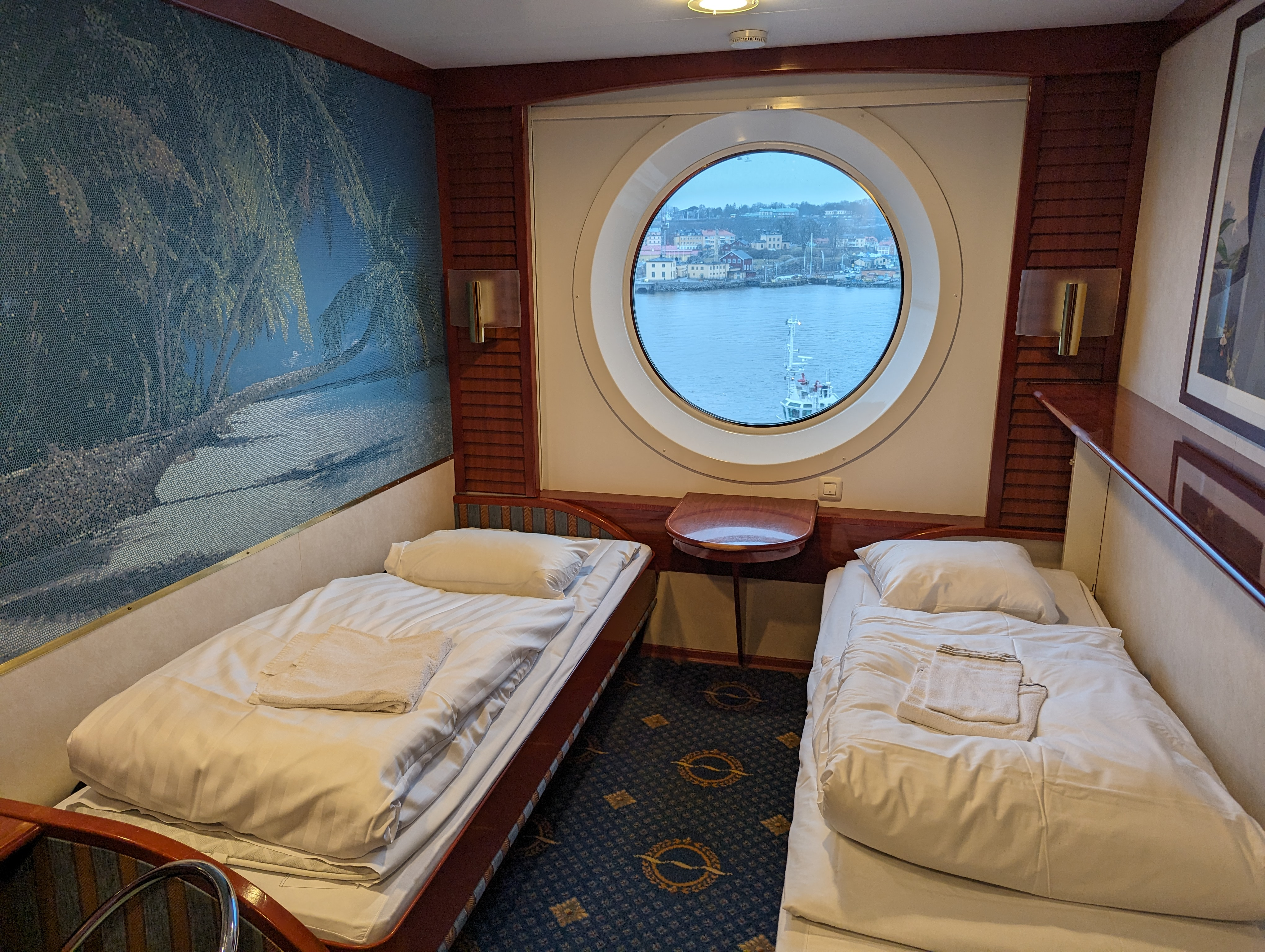
Exempel på standardhytt (Seaside Two).
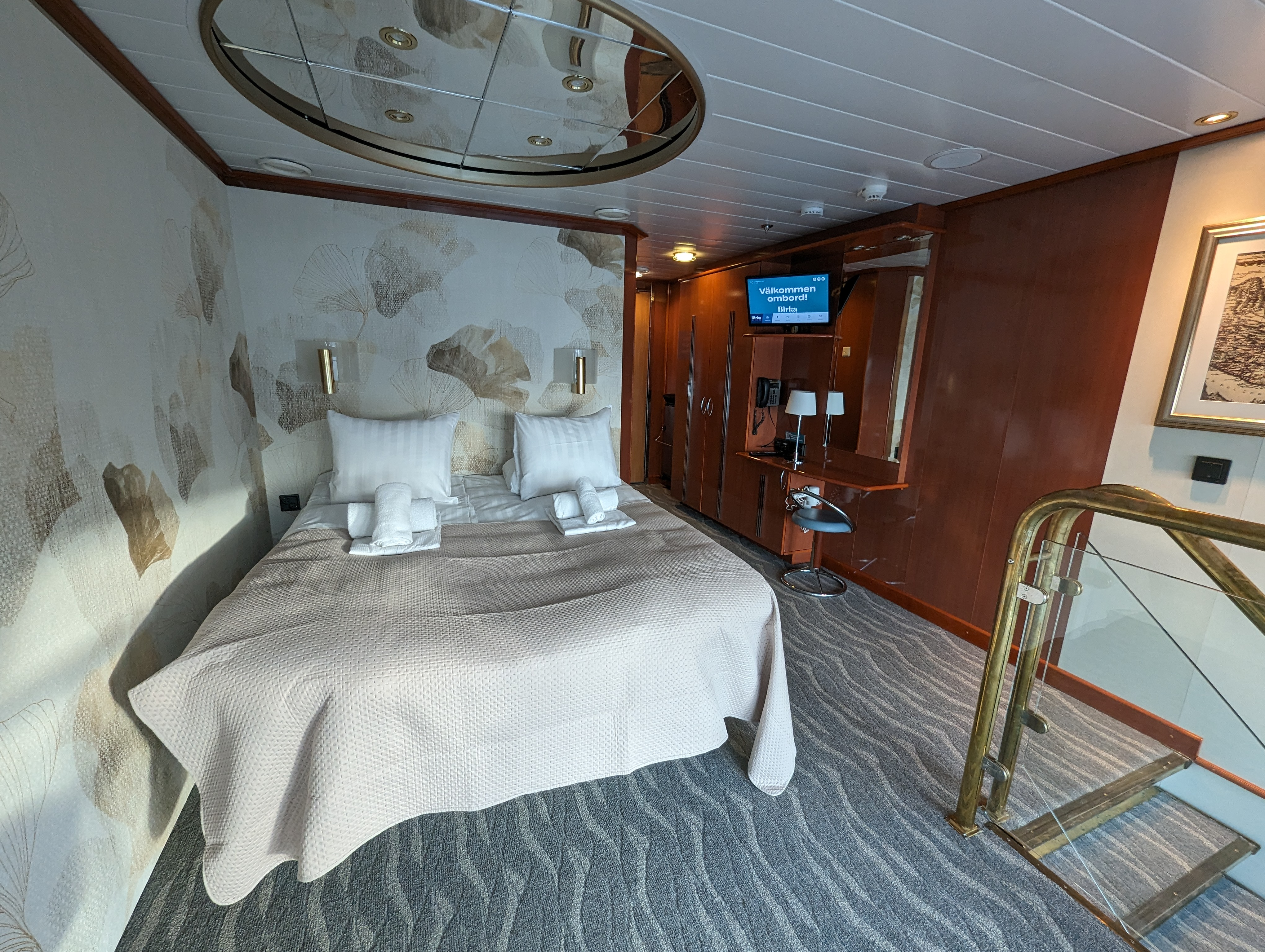
Etagesvit.
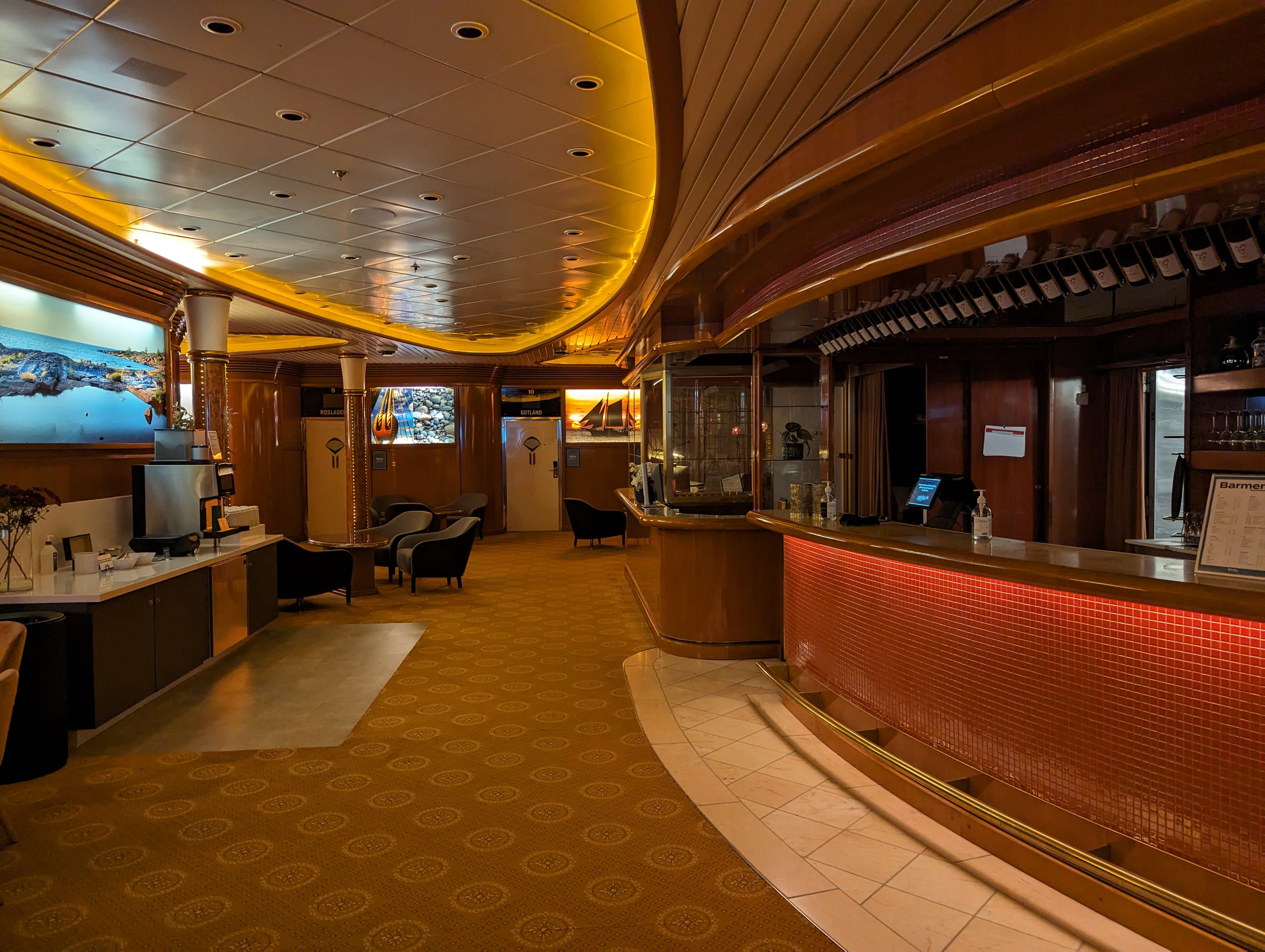
Konferensavdelningen.
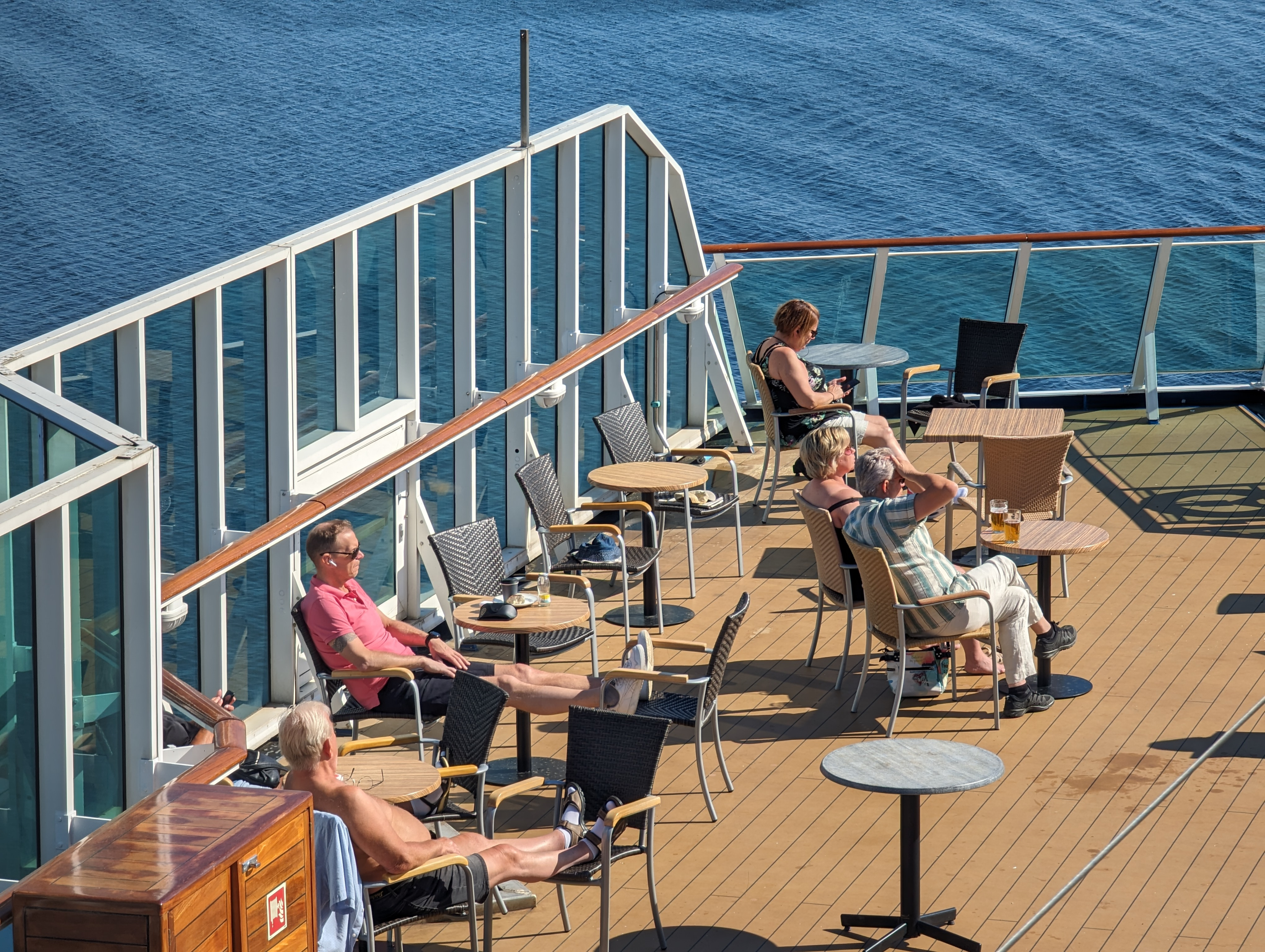
Soldäck på däck 10.
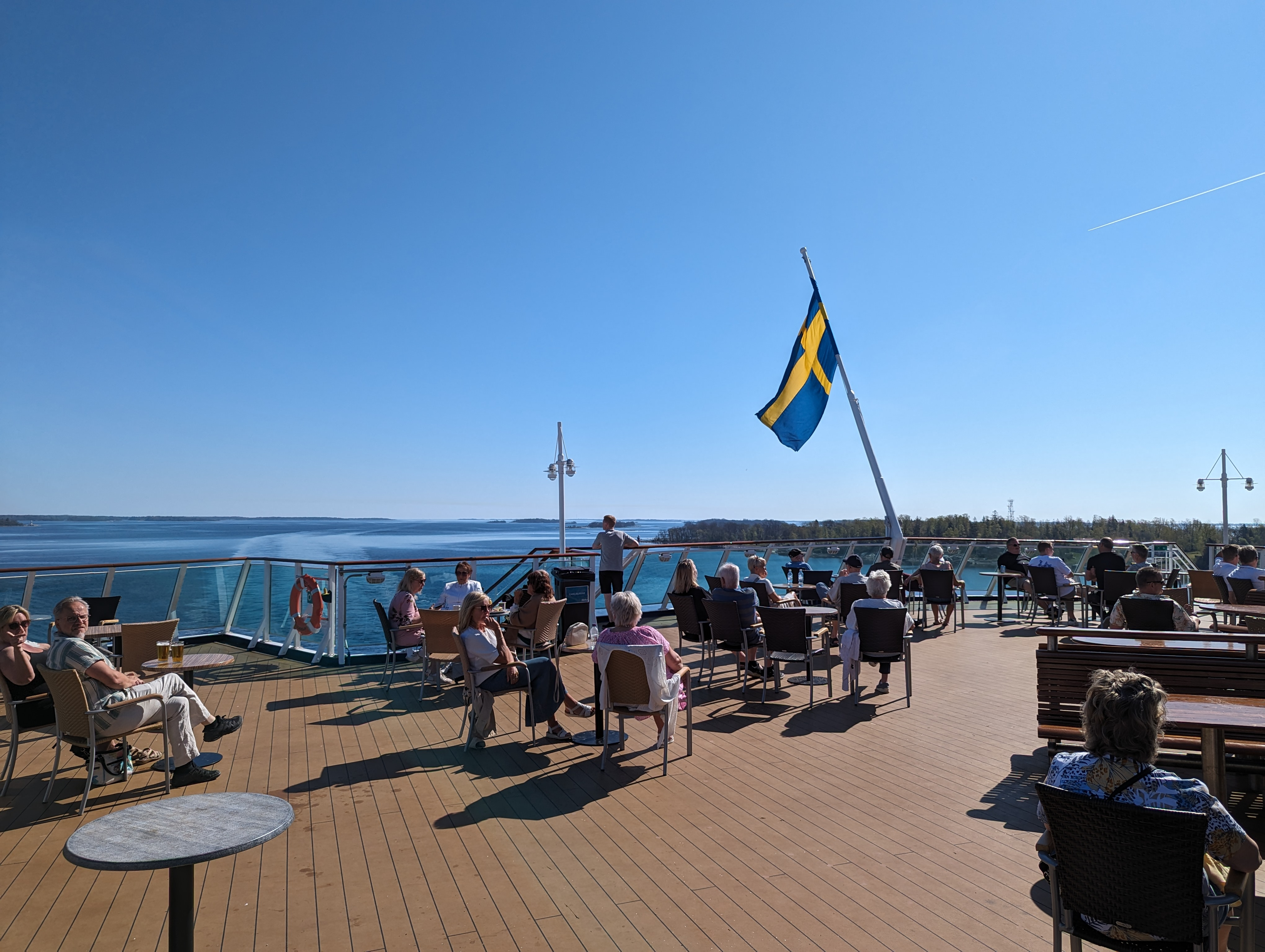
Utsikt från soldäck.
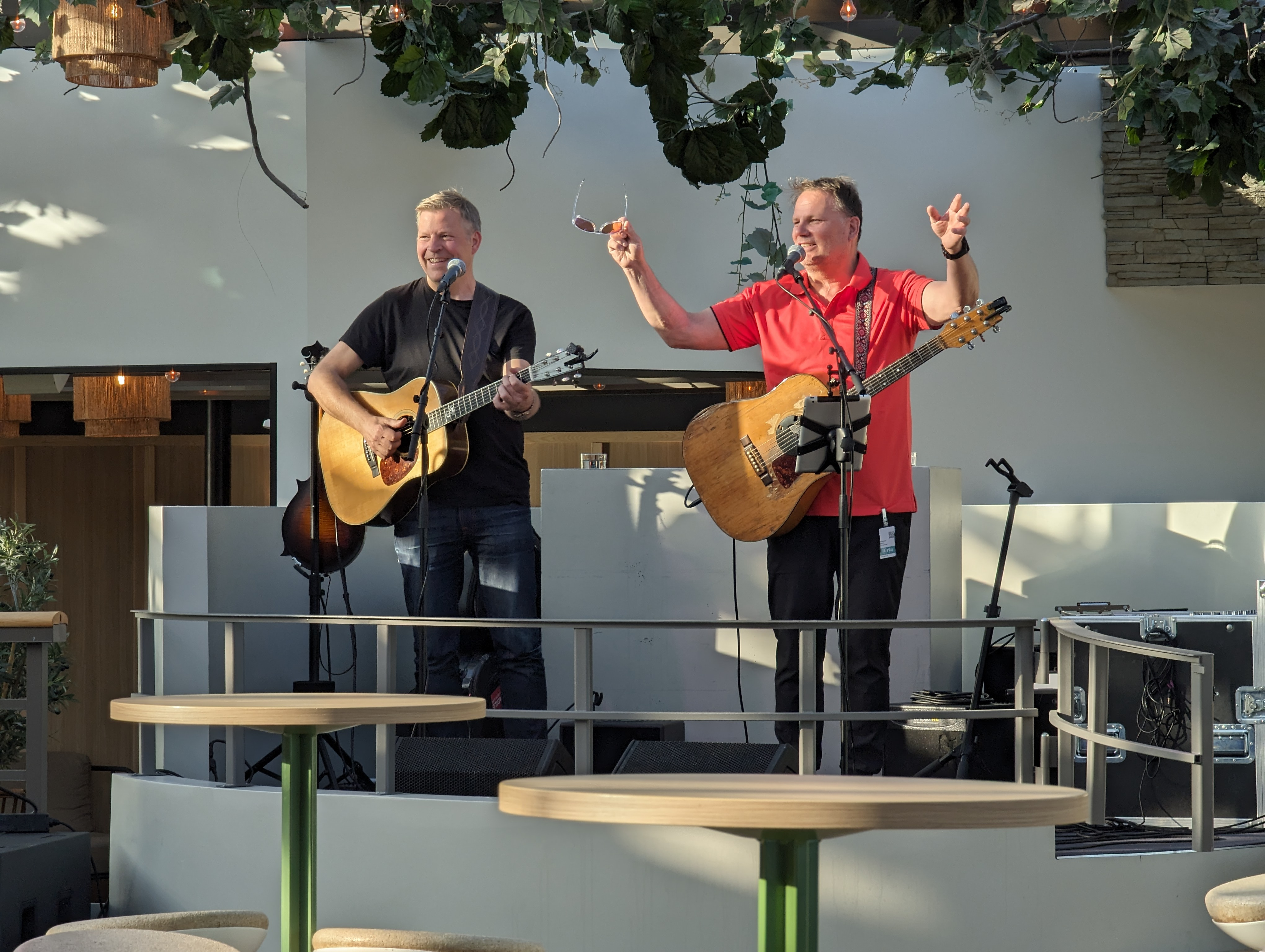
Underhållning på Terrassen, maj 2024.
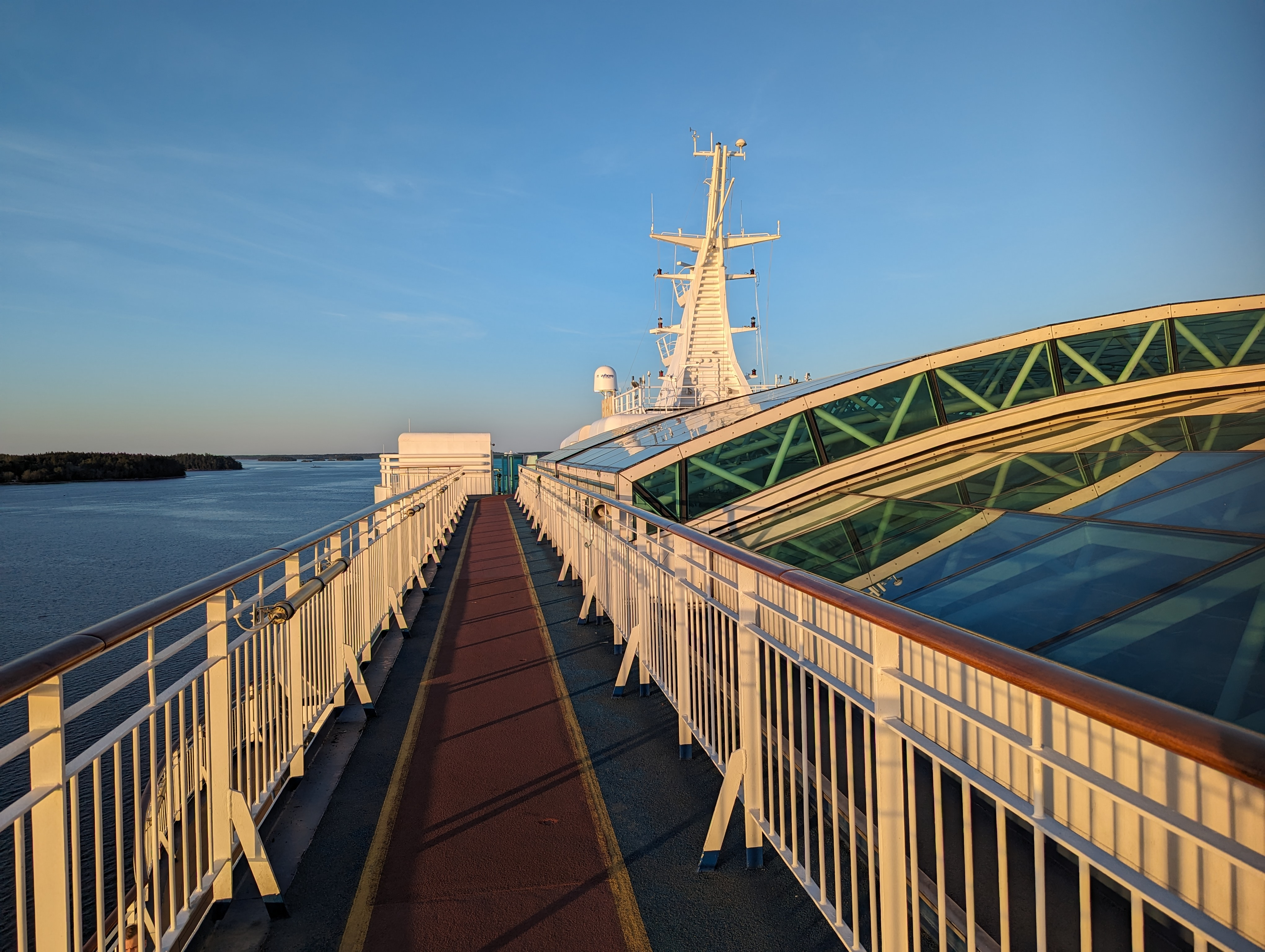
Löparbanan på däck 11.
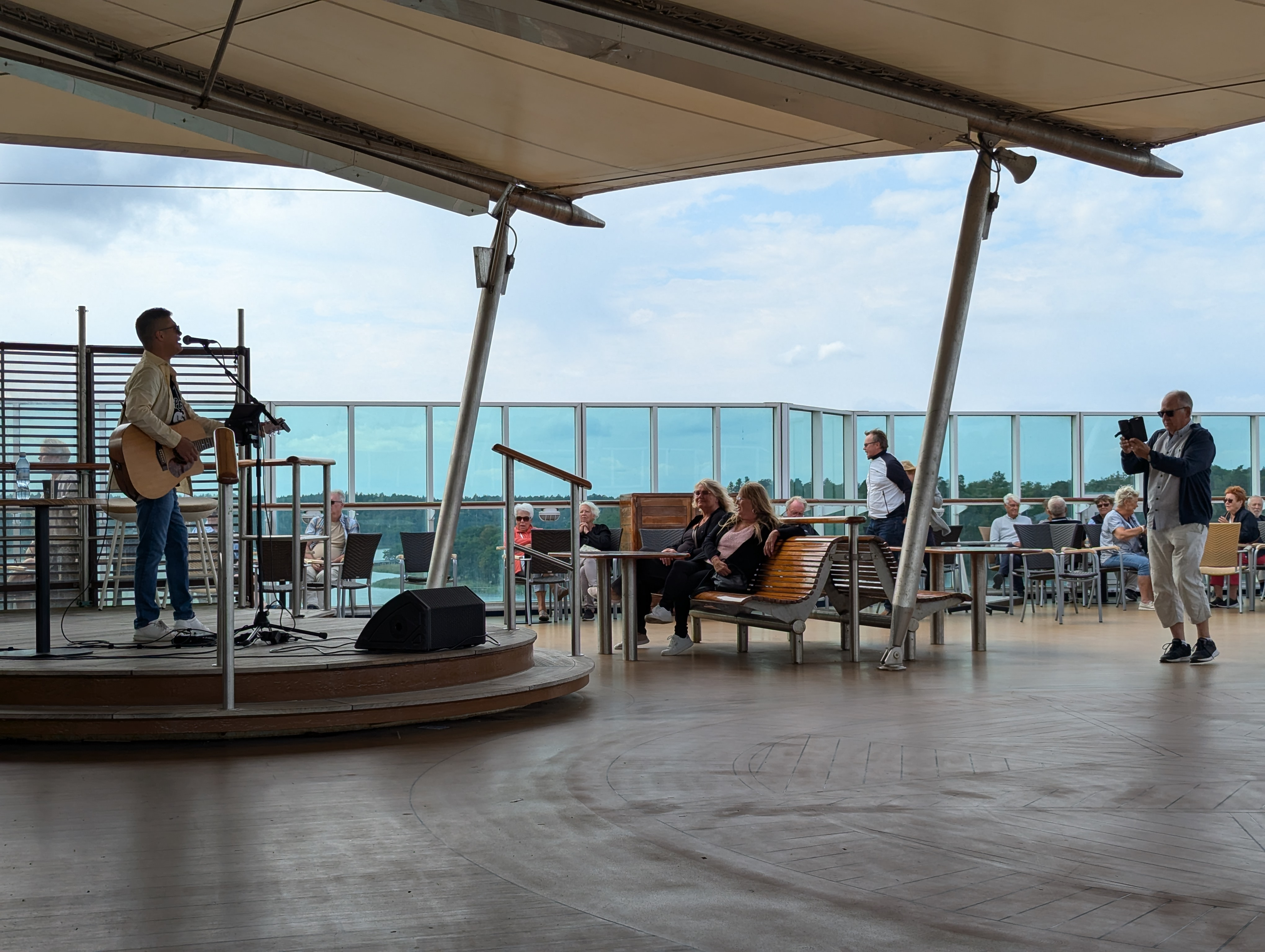
Trubadur Spencer Strandh underhåller på soldäck, augusti 2024.